# Fábrica Argentina de Aviones
La Fábrica Argentina de Aviones nota anche con la sigla FAdeA, è un'azienda aeronautica argentina fondata nel 1927 e specializzatasi negli anni nella produzione di velivoli ad uso militare.
La FAdeA ha prodotto negli anni numerosi prototipi innovativi, ma la condizione economica dello stato argentino ha impedito alla maggior parte dei progetti di entrare in produzione su vasta scala riuscendo tuttavia a realizzare diversi modelli convenzionali per soddisfare le esigenze nazionali. Attualmente è impegnata nella produzione su licenza rilasciata da aziende straniere.
I prefissi utilizzati per gli aerei sviluppati e prodotti a livello locale sono:
- Ae, per "Direccion General de Aerotecnica", nel periodo dal 1927 al 1936;
- F.M.A., per "Fabrica Militar de Aviones", nel periodo dal 1938 al 1943;
- I.Ae., per "Instituto Aerotécnico", nel periodo dal 1943 al 1952;
- IA, nel periodo dal 1943 al 2007.

## Produzione
- Ae.C.1 (1931)

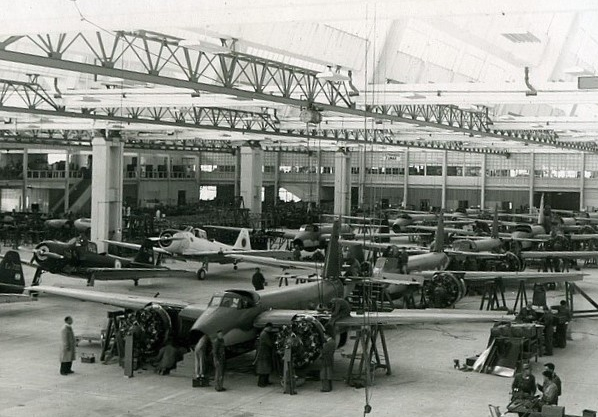
Un'immagine della FMA alla fine degli anni quaranta: la linea di produzione del I.Ae.22 DL (dietro) e del I.Ae.24 Calquín (davanti), "Hangar 90" of the FMA/IAe (foto: "Instituto Aerotécnico").

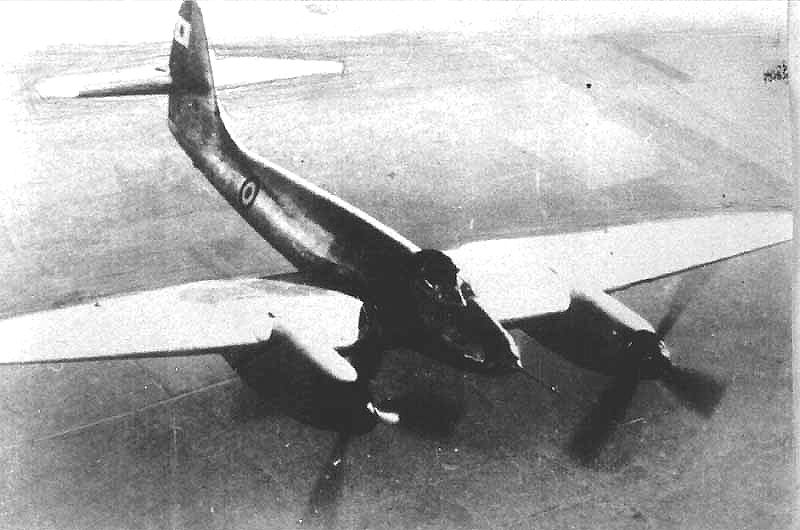
I.Ae. 30 Ñancú

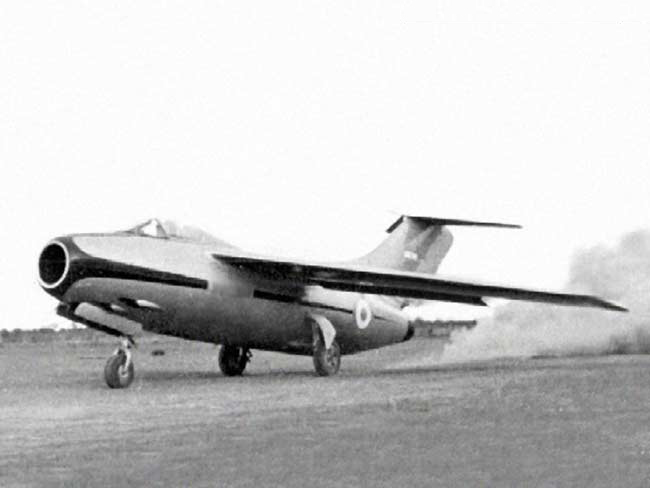
I.Ae. 33 Pulqui II.

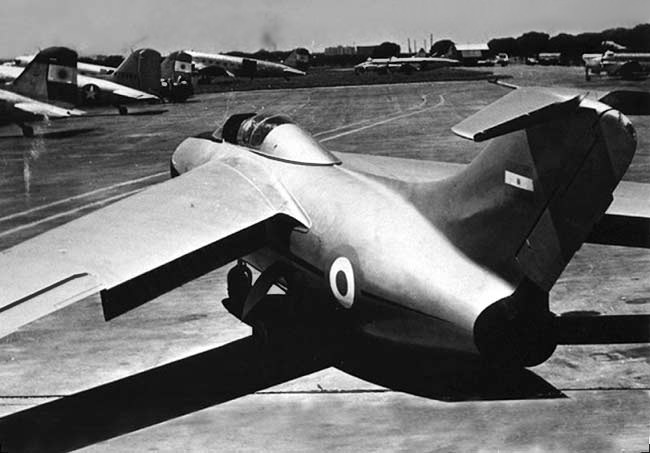
Vista posteriore del I.Ae. 33 Pulqui II.

- Ae.C.2 (1932) ed il suo derivato Ae.M.E.1 (1933)
- Ae.T.1 (1933)
- Ae.M.O.1 (1934) (successivamente Ae.M.Oe.1)
- Ae.C.e (1934)
- Ae.M.Oe.2 (1934)
- Ae.C.3 (1934)
- Ae.M.B.1 / Ae.M.B.2 Bombi (1935)
- Ae. M.S.1 (1935)
- Ae.C.3.G (1936)
- Ae.C.4 (1936)
- I.A. 20 "Boyero" (1940)
- F.M.A. 21 (1943)
- I.Ae. 22 "DL" (1944)
- I.Ae. 23 (1945)
- I.Ae. 24 Calquín (1946)
- I.Ae. 25 Mañque (1945)
- I.Ae. 27 "Pulqui I" (1947)
- I.Ae 28 Super Calquin
- I.Ae. 30 Ñancú (1948)
- I.Ae. 31 Colibrí (1947)
- I.Ae. 32 Chingolo (1949)
- FMA I.Ae. 33 Pulqui II (1950)
- I.Ae. 34 Clen Antú (1949)
- I.Ae. 35 Huanquero (1953)
- I.A 36 Cóndor
- I.Ae. 37 Interceptor (1954)
- I.Ae. 38 Naranjero (1960)
- I.Ae. 41 Urubú (1953)
- I.Ae. 44 "DL" II
- I.Ae. 45 Querandí (1957)
- I.Ae. 46 Ranquel (1958)
- I.Ae. Guaraní I (1961)
- I.A. 50 "Guaraní II" (1966)
- I.A. 51 Tehuelche (1963)
- I.A. 53 (1966)
- I.A. 58 "Pucará"
- I.A. 63 "Pampa" (1988)
- I.A. 67 Córdoba (1981)
- I.A.-70 (1986)
- I.A.-73 Unasur (2015)

### Su licenza
- Avro Gosport 504 (1928)
- Dewoitine D.21
- DFS Rhönbussard
- Focke-Wulf Fw 44 Stieglitz (1937)
- Curtiss Hawk 75-0 (1940)
- Mentor B-45  (1957)
- Morane-Saulnier MS.760 Paris (1958)
- Cessna A-182 Skylane (1966)
- Lockheed Martin A4-AR Fightinghawk (1999)
- Embraer EMB 314 Super Tucano (2009)